# اوفلت
اوفلت (به هلندی: Oeffelt) یک منطقهٔ مسکونی در هلند است که در بوکس‌میر واقع شده‌است. اوفلت ۲٬۳۴۰ نفر جمعیت دارد.